# Copa Amèrica de futbol de 1991
La Copa Amèrica de futbol de 1991 va ser la 35a edició de la Copa Amèrica de futbol. Es disputà a Xile entre el 6 i el 21 de juliol de 1991, organitzat per la CONMEBOL.
Hi van participar les 10 seleccions integrants de la CONMEBOL. Argentina guanyà la competició per tretzena vegada, primera des de 1959. Amb aquest triomf, l'Argentina es classificà per participar en la Copa Confederacions 1992 i la Copa Artemio Franchi 1993. L'argentí Leonardo Rodríguez fou escollit millor jugador del campionat.

## Equips participants
- Argentina
- Bolívia
- Brasil (vigent campió)
- Colòmbia
- Equador
- Paraguai
- Perú
- Uruguai
- Veneçuela
- Xile (seu)

## Estadis
| Santiago            | ConcepciónSantiagoValparaísoViña del Mar |
| ------------------- | ---------------------------------------- |
| Estadi Nacional     | ConcepciónSantiagoValparaísoViña del Mar |
| Capacitat: 70.000   | ConcepciónSantiagoValparaísoViña del Mar |
|                     | ConcepciónSantiagoValparaísoViña del Mar |
| Concepción          | ConcepciónSantiagoValparaísoViña del Mar |
| Estadi Municipal    | ConcepciónSantiagoValparaísoViña del Mar |
| Capacitat: 35.000   | ConcepciónSantiagoValparaísoViña del Mar |
|                     | ConcepciónSantiagoValparaísoViña del Mar |
| Viña del Mar        | ConcepciónSantiagoValparaísoViña del Mar |
| Estadi Sausalito    | ConcepciónSantiagoValparaísoViña del Mar |
| Capacitat: 20.000   | ConcepciónSantiagoValparaísoViña del Mar |
|                     | ConcepciónSantiagoValparaísoViña del Mar |
| Valparaíso          | ConcepciónSantiagoValparaísoViña del Mar |
| Estadio Playa Ancha | ConcepciónSantiagoValparaísoViña del Mar |
| Capacitat: 19.000   | ConcepciónSantiagoValparaísoViña del Mar |
|                     | ConcepciónSantiagoValparaísoViña del Mar |

## Primera fase
Font:
El torneig es va organitzar en dos grups de cinc equips cadascun. Cada equip va jugar un partit contra cadascun dels altres equips del mateix grup. Els dos primers equips de cada grup van passar a la fase final.

### Grup A
| Equip     | PJ | PG | PE | PP | GF | GC | DG  | Pts |
| --------- | -- | -- | -- | -- | -- | -- | --- | --- |
| Argentina | 4  | 4  | 0  | 0  | 11 | 3  | +8  | 8   |
| Xile      | 4  | 3  | 0  | 1  | 10 | 3  | +7  | 6   |
| Paraguai  | 4  | 2  | 0  | 2  | 7  | 8  | −1  | 4   |
| Perú      | 4  | 1  | 0  | 3  | 9  | 9  | 0   | 2   |
| Veneçuela | 4  | 0  | 0  | 4  | 1  | 15 | −14 | 0   |

| Xile                     | 2–0 | Veneçuela |
| ------------------------ | --- | --------- |
| Rubio 22' · Zamorano 34' |     |           |

| Paraguai   | 1–0 | Perú |
| ---------- | --- | ---- |
| Monzón 21' |     |      |

| Xile                                                 | 4–2 | Perú                        |
| ---------------------------------------------------- | --- | --------------------------- |
| Rubio 16' · Contreras 51' (pen.) · Zamorano 61', 74' |     | Maestri 59' · Del Solar 71' |

| Argentina                                | 3–0 | Veneçuela |
| ---------------------------------------- | --- | --------- |
| Batistuta 28', 50' (pen.) · Caniggia 43' |     |           |

| Paraguai                                                            | 5–0 | Veneçuela |
| ------------------------------------------------------------------- | --- | --------- |
| Neffa 34' · Guirland 38' · Monzón 75', 87' (pen.) · V. Sanabria 81' |     |           |

| Argentina     | 1–0 | Xile |
| ------------- | --- | ---- |
| Batistuta 81' |     |      |

| Perú                                                              | 5–1 | Veneçuela            |
| ----------------------------------------------------------------- | --- | -------------------- |
| La Rosa 9', 55' · Cavallo 21' (p.p.) · Del Solar 58' · Hirano 62' |     | Del Solar 14' (p.p.) |

| Argentina                                                | 4–1 | Paraguai    |
| -------------------------------------------------------- | --- | ----------- |
| Batistuta 40' · Simeone 61' · Astrada 70' · Caniggia 81' |     | Cardozo 79' |

| Argentina                                  | 3–2 | Perú                          |
| ------------------------------------------ | --- | ----------------------------- |
| Latorre 3' · Craviotto 51' · C. García 57' |     | Yáñez 35' (pen.) · Hirano 65' |

| Xile                                            | 4–0 | Paraguai |
| ----------------------------------------------- | --- | -------- |
| Rubio 12' · Zamorano 15' · Estay 63' · Vera 68' |     |          |

### Grup B
| Equip    | PJ | PG | PE | PP | GF | GC | DG | Pts |
| -------- | -- | -- | -- | -- | -- | -- | -- | --- |
| Colòmbia | 4  | 2  | 1  | 1  | 3  | 1  | +2 | 5   |
| Brasil   | 4  | 2  | 1  | 1  | 6  | 5  | +1 | 5   |
| Uruguai  | 4  | 1  | 3  | 0  | 4  | 3  | +1 | 5   |
| Equador  | 4  | 1  | 1  | 2  | 6  | 5  | +1 | 3   |
| Bolívia  | 4  | 0  | 2  | 2  | 2  | 7  | −5 | 2   |

| Colòmbia     | 1–0 | Equador |
| ------------ | --- | ------- |
| De Ávila 25' |     |         |

| Uruguai    | 1–1 | Bolívia       |
| ---------- | --- | ------------- |
| Castro 73' |     | J. Suárez 16' |

| Uruguai           | 1–1 | Equador      |
| ----------------- | --- | ------------ |
| Méndez 49' (pen.) |     | Aguinaga 44' |

| Brasil                      | 2–1    | Bolívia               |
| --------------------------- | ------ | --------------------- |
| Neto 5' (pen.) · Branco 47' | Report | E. Sánchez 89' (pen.) |

| Colòmbia | 0–0 | Bolívia |
| -------- | --- | ------- |
|          |     |         |

| Brasil         | 1–1    | Uruguai    |
| -------------- | ------ | ---------- |
| João Paulo 29' | Report | Méndez 66' |

| Equador                                             | 4–0 | Bolívia |
| --------------------------------------------------- | --- | ------- |
| Aguinaga 32' · Avilés 42', 73' · Ramírez 80' (pen.) |     |         |

| Colòmbia                   | 2–0    | Brasil |
| -------------------------- | ------ | ------ |
| De Ávila 35' · Iguarán 66' | Report |        |

| Uruguai    | 1–0 | Colòmbia |
| ---------- | --- | -------- |
| Méndez 19' |     |          |

| Brasil                                                      | 3–1    | Equador   |
| ----------------------------------------------------------- | ------ | --------- |
| Mazinho Oliveira 8' · Márcio Santos 54' · Luiz Henrique 89' | Report | Muñoz 12' |

## Fase final
Font:
| Equip     | PJ | PG | PE | PP | GF | GC | DG | Pts |
| --------- | -- | -- | -- | -- | -- | -- | -- | --- |
| Argentina | 3  | 2  | 1  | 0  | 5  | 3  | +2 | 5   |
| Brasil    | 3  | 2  | 0  | 1  | 6  | 3  | +3 | 4   |
| Xile      | 3  | 0  | 2  | 1  | 1  | 3  | −2 | 2   |
| Colòmbia  | 3  | 0  | 1  | 2  | 2  | 5  | −3 | 1   |

| Argentina                      | 3–2    | Brasil                     |
| ------------------------------ | ------ | -------------------------- |
| Franco 1', 39' · Batistuta 46' | Report | Branco 5' · João Paulo 52' |

| Xile         | 1–1 | Colòmbia    |
| ------------ | --- | ----------- |
| Zamorano 74' |     | Iguarán 37' |

| Argentina | 0–0 | Xile |
| --------- | --- | ---- |
|           |     |      |

| Brasil                         | 2–0    | Colòmbia |
| ------------------------------ | ------ | -------- |
| Renato 29' · Branco 76' (pen.) | Report |          |

| Brasil                                  | 2–0    | Xile |
| --------------------------------------- | ------ | ---- |
| Mazinho Oliveira 8' · Luiz Henrique 55' | Report |      |

| Argentina                   | 2–1 | Colòmbia     |
| --------------------------- | --- | ------------ |
| Simeone 11' · Batistuta 19' |     | De Ávila 70' |

## Resultat
| Copa Amèrica 1991   |
| ------------------- |
| Argentina           |
| Argentina 13è títol |

## Golejadors
6 gols
- [[Fitxer:Flag of Argentina.svg|23x15px|border |alt=Argentina|link=Selecció de futbol de l'Argentina|{{#if:|]] Gabriel Batistuta

5 gols
- [[Fitxer:Flag of Chile.svg|23x15px|border |alt=Xile|link=Selecció de futbol de Xile|{{#if:|]] Iván Zamorano

3 gols
- [[Fitxer:Flag of Brazil (1968-1992).svg|23x15px|border |alt=Brasil|link=Selecció de futbol del Brasil|{{#if:|]] Branco
- [[Fitxer:Flag of Chile.svg|23x15px|border |alt=Xile|link=Selecció de futbol de Xile|{{#if:|]] Hugo Rubio
- [[Fitxer:Flag of Colombia.svg|23x15px|border |alt=Colòmbia|link=Selecció de futbol de Colòmbia|{{#if:|]] Antony de Ávila
- [[Fitxer:Flag of Paraguay (1990-2013).svg|23x15px|border |alt=Paraguai|link=Selecció de futbol del Paraguai|{{#if:|]] Luis Monzón
- [[Fitxer:Flag of Uruguay.svg|23x15px|border |alt=Uruguai|link=Selecció de futbol de l'Uruguai|{{#if:|]] Peter Méndez

2 gols
- [[Fitxer:Flag of Argentina.svg|23x15px|border |alt=Argentina|link=Selecció de futbol de l'Argentina|{{#if:|]] Claudio Caniggia
- [[Fitxer:Flag of Argentina.svg|23x15px|border |alt=Argentina|link=Selecció de futbol de l'Argentina|{{#if:|]] Darío Franco
- [[Fitxer:Flag of Argentina.svg|23x15px|border |alt=Argentina|link=Selecció de futbol de l'Argentina|{{#if:|]] Diego Simeone
- [[Fitxer:Flag of Brazil (1968-1992).svg|23x15px|border |alt=Brasil|link=Selecció de futbol del Brasil|{{#if:|]] João Paulo
- [[Fitxer:Flag of Brazil (1968-1992).svg|23x15px|border |alt=Brasil|link=Selecció de futbol del Brasil|{{#if:|]] Luiz Henrique
- [[Fitxer:Flag of Brazil (1968-1992).svg|23x15px|border |alt=Brasil|link=Selecció de futbol del Brasil|{{#if:|]] Mazinho Oliveira
- [[Fitxer:Flag of Colombia.svg|23x15px|border |alt=Colòmbia|link=Selecció de futbol de Colòmbia|{{#if:|]] Arnoldo Iguarán
- [[Fitxer:Flag of Ecuador.svg|23x15px|border |alt=Equador|link=Selecció de futbol de l'Equador|{{#if:|]] Álex Aguinaga
- [[Fitxer:Flag of Ecuador.svg|23x15px|border |alt=Equador|link=Selecció de futbol de l'Equador|{{#if:|]] Ney Avilés
- [[Fitxer:Flag of Peru.svg|23x15px|border |alt=Perú|link=Selecció de futbol del Perú|{{#if:|]] José del Solar
- [[Fitxer:Flag of Peru.svg|23x15px|border |alt=Perú|link=Selecció de futbol del Perú|{{#if:|]] Jorge Hirano
- [[Fitxer:Flag of Peru.svg|23x15px|border |alt=Perú|link=Selecció de futbol del Perú|{{#if:|]] Eugenio La Rosa

1 gol
- [[Fitxer:Flag of Argentina.svg|23x15px|border |alt=Argentina|link=Selecció de futbol de l'Argentina|{{#if:|]] Leonardo Astrada
- [[Fitxer:Flag of Argentina.svg|23x15px|border |alt=Argentina|link=Selecció de futbol de l'Argentina|{{#if:|]] Néstor Craviotto
- [[Fitxer:Flag of Argentina.svg|23x15px|border |alt=Argentina|link=Selecció de futbol de l'Argentina|{{#if:|]] Claudio García
- [[Fitxer:Flag of Argentina.svg|23x15px|border |alt=Argentina|link=Selecció de futbol de l'Argentina|{{#if:|]] Diego Latorre
- [[Fitxer:Flag of Bolivia.svg|23x15px|border |alt=Bolívia|link=Selecció de futbol de Bolívia|{{#if:|]] Erwin Sánchez
- [[Fitxer:Flag of Bolivia.svg|23x15px|border |alt=Bolívia|link=Selecció de futbol de Bolívia|{{#if:|]] Juan Berthy Suárez
- [[Fitxer:Flag of Brazil (1968-1992).svg|23x15px|border |alt=Brasil|link=Selecció de futbol del Brasil|{{#if:|]] Márcio Santos
- [[Fitxer:Flag of Brazil (1968-1992).svg|23x15px|border |alt=Brasil|link=Selecció de futbol del Brasil|{{#if:|]] Neto
- [[Fitxer:Flag of Brazil (1968-1992).svg|23x15px|border |alt=Brasil|link=Selecció de futbol del Brasil|{{#if:|]] Renato Gaúcho
- [[Fitxer:Flag of Chile.svg|23x15px|border |alt=Xile|link=Selecció de futbol de Xile|{{#if:|]] Jorge Contreras
- [[Fitxer:Flag of Chile.svg|23x15px|border |alt=Xile|link=Selecció de futbol de Xile|{{#if:|]] Fabián Estay
- [[Fitxer:Flag of Chile.svg|23x15px|border |alt=Xile|link=Selecció de futbol de Xile|{{#if:|]] Jaime Vera
- [[Fitxer:Flag of Ecuador.svg|23x15px|border |alt=Equador|link=Selecció de futbol de l'Equador|{{#if:|]] Carlos Muñoz
- [[Fitxer:Flag of Ecuador.svg|23x15px|border |alt=Equador|link=Selecció de futbol de l'Equador|{{#if:|]] Erwin Ramírez
- [[Fitxer:Flag of Paraguay (1990-2013).svg|23x15px|border |alt=Paraguai|link=Selecció de futbol del Paraguai|{{#if:|]] José Cardozo
- [[Fitxer:Flag of Paraguay (1990-2013).svg|23x15px|border |alt=Paraguai|link=Selecció de futbol del Paraguai|{{#if:|]] Carlos Guirland
- [[Fitxer:Flag of Paraguay (1990-2013).svg|23x15px|border |alt=Paraguai|link=Selecció de futbol del Paraguai|{{#if:|]] Gustavo Neffa
- [[Fitxer:Flag of Paraguay (1990-2013).svg|23x15px|border |alt=Paraguai|link=Selecció de futbol del Paraguai|{{#if:|]] Vidal Sanabria
- [[Fitxer:Flag of Peru.svg|23x15px|border |alt=Perú|link=Selecció de futbol del Perú|{{#if:|]] Alfonso Yáñez
- [[Fitxer:Flag of Peru.svg|23x15px|border |alt=Perú|link=Selecció de futbol del Perú|{{#if:|]] Flavio Maestri
- [[Fitxer:Flag of Uruguay.svg|23x15px|border |alt=Uruguai|link=Selecció de futbol de l'Uruguai|{{#if:|]] Ramón Castro

En pròpia porta
- [[Fitxer:Flag of Peru.svg|23x15px|border |alt=Perú|link=Selecció de futbol del Perú|{{#if:|]] José del Solar (contra Veneçuela)
- [[Fitxer:Flag of Venezuela (1930-1954).svg|23x15px|border |alt=Veneçuela|link=Selecció de futbol de Veneçuela|{{#if:|]] Robert Cavallo (contra Perú)